# J. Mark Scearce
J. Mark Scearce (Edina (Missouri), 1960) is een Amerikaans componist, muziekpedagoog, dirigent en hoornist.

## Levensloop
Scearce groeide op in Kirksville. Hij studeerde aan de Northeast Missouri State University, nu: Truman Staatsuniversiteit in Kirksville compositie, muziektheorie, hoorn, filosofie en religie en slot zijn studies af met de promotie tot Ph.D. (Philosophiæ Doctor) in compositie aan de Indiana University in Bloomington (Indiana). Tot zijn leraren behoorden onder andere John Eaton, Harvey Sollberger en Donald Erb.
Hij werkte als artistieke directeur van het Bowling Green (Ohio) New Music and Art Festival en van de Raleigh (North Carolina) Symphony Development Association alsook van het Indiana University New Music Ensemble. Hij was voor twee jaar Composer-in-Residence aan de North Carolina State University in Raleigh (North Carolina). Voor vier jaren was hij assistent professor en hoofd van de afdeling compositie en muziektheorie van de Universiteit van Hawaï in Manoa. Aldaar richtte hij het New festival of new music en het eigentijdse muziek ensemble Kawana'ao op. Hij was eveneens assistent professor voor muziektheorie en compositie aan de Universiteit van Southern Maine in Gorham (Maine). Tegenwoordig is hij Composer-in-Residence in Hickory (North Carolina) en als directeur van de muziek-afdeling van de North Carolina State University in Raleigh (North Carolina).
Hij schreef tot nu (september 2008) meer dan zestig instrumentaal werken en meer dan honderd teksten. Hij kreeg vele prijzen en onderscheidingen zoals de National Association of Composers Award, National Conference of the Society of Composers Award, de North Carolina Arts Council Award, de Hawaii State Foundation on Culture and the Arts Award (1997) en de American Music Center Award (1996).
Hij huwde de sopraan Leda Asher-Yager.

## Composities

### Werken voor orkest
- 1993 Benediction, voor orkest
- 1995-1996 Urban Primitive, voor orkest
- 1996 Endymion's Sleep, elegie voor strijkorkest
- 2001 XL, voor orkest
- 2004 This Thread, voor mezzosopraan solo, viool solo en orkest - tekst: Toni Morrison, "The Dead of September 11"
- 2008-2009 Antaeus, voor bas en orkest

### Werken voor harmonieorkest
- 1993 Canto IX, voor harmonieorkest
- 1998 A Command Performance for the King of Tonga, voor klarinet, 3 hoorns, 3 slagwerkers en harmonieorkest
- 1998 Tribute, voor harmonieorkest
- 1999 Canticle, voor harmonieorkest
- 1999 Credo, voor harmonieorkest
- 1999 Covenant, voor harmonieorkest

### Cantates
- 1999 Anima Mundi, cantate voor twee solo sopranen, solo mezzosopraan, solo tenor, solo bariton, vijf-stemmig gemengd koor (SSATB), orgel en orkest
  1. Anima Mundi
  2. Morning Stars
  3. The Plant      
    1. Interlude No. 1 (The Sun)

  4. Stones
  5. Life and Reason
  6. The Strong Unceasing Impulse  
    1. Interlude No. 2 (The Moon)

  7. One Breath
  8. All Things      
    1. Interlude No.3 (The Stars)

  9. As in the Sea
  10. The Final Oneness

### Toneelwerken

#### Opera's
- 1997 A Tree, A Rock, A Cloud
- 1999 Kitty Hawk

#### Balletten
| Voltooid in | titel               | aktes   | première                                                                                 | libretto | choreografie    |
| ----------- | ------------------- | ------- | ---------------------------------------------------------------------------------------- | -------- | --------------- |
| 2000        | The Kreutzer Sonata |         |                                                                                          |          | Robert Weiss    |
| 2002        | Ouroboros           | 2 aktes | 11 september 2005, Nashville (Tennessee), Polk Theatre, Tennessee Performing Arts Center |          | Paul Vasterling |

### Werken voor koren
- 2002 Be anxious for nothing..., voor gemengd koor - tekst: uit de Bijbel

### Vocale muziek
- 1986 Mourning Songs, zangcyclus voor zangstem en piano - tekst: Michael J. Scearce
  1. Wrong Number
  2. Requiem for a Friend
  3. Reminiscence
  4. Journey's End
  5. War Memorial
- 1992 Estlin, zangcyclus voor zangstem en piano - tekst: Edward Estlin Cummings
  1. let's live suddenly
  2. move deeply, rain
  3. in Just-spring
  4. little child
  5. somewhere
  6. all worlds
  7. all ignorance toboggans
  8. children of stone
  9. in time of
- 1997 Four Thoughts by the Roadside, zangcyclus voor zangstem en piano - tekst: Walt Whitman
  1. Of Ownership
  2. Of Obedience
  3. Of Justice
  4. Of Equality
- 1999 American Triptych, zangcyclus voor sopraan, dwarsfluit, klarinet/basklarinet, viool, cello, piano en slagwerk - tekst: Jane Kenyon
  1. At the Store
  2. Down the Road
  3. Let Evening Come
- 2000 Magritte Variations, voor bariton, klarinet, altviool en piano - tekst: Mark Moliterno
- Back by the Roadside, zangcyclus voor tenor of bariton en piano - tekst: Walt Whitman
  1. Hast Never Come to Thee an Hour
  2. Gliding O'er All
  3. Beautiful Women
  4. Visor'd
  5. To Old Age
  6. Offerings
- Bird by Bird, zangcyclus voor sopraan en dwarsfluit (ook: altfluit en piccolo) - tekst: Archie Randolph Ammons
  1. For Louise and Tom Gossett
  2. Nearing Equinox
  3. Bay Bank
  4. Filling in the Dots
  5. Winter Scene
  6. Down Low
  7. Clarifications
  8. Anxiety
  9. Modality
  10. After Yesterday
- Four Quotations, zangcyclus voor zangstem, viool, altviool en cello - tekst: John Ashbery
  1. Cathedral
  2. Mistaken
  3. Out Over the Bay
  4. On the Terrace
- Goodby, Goodby, World, voor hoge stem en piano - tekst: Thornton Wilder
- Mango Tuba, voor hoge stem en tuba - tekst: Richard Tipping
- The Shade of Orpheus, voor sopraan, dwarsfluit/piccolo, klarinet/basklarinet, altviool, contrabas, harp en slagwerk - tekst: Ovid
- united, voor mezzosopraan en hoorn - tekst: Bjornstjerne (Martinius) Bjornson

### Kamermuziek
- 1991 Squaring the circle, voor twee klarinetten en cello
- 2000 Strijkkwartet Nr. 1 "Y2K"
- 2002 Memoria, voor hoorn en piano
- 2008 Strijkkwartet Nr. 2 "Brooklyn Bridge"
- Enchanted Forest Suite, voor koperkwintet
  1. Dawn
  2. Gnomes
  3. Water Nymphs
  4. Unicorn
- nine times out of ten
- Strijkkwartet Nr. 3
- Strijkkwartet Nr. 4

### Werken voor piano
- 2004 The 99 Beautiful Names of God